# Antichloris quartzi
Antichloris quartzi är en fjärilsart som beskrevs av Klages 1906. Antichloris quartzi ingår i släktet Antichloris och familjen björnspinnare. Inga underarter finns listade i Catalogue of Life.